# Anthidium echinatum
Anthidium echinatum là một loài Hymenoptera trong họ Megachilidae. Loài này được Klug mô tả khoa học năm 1832.